# 皇后大道西1號

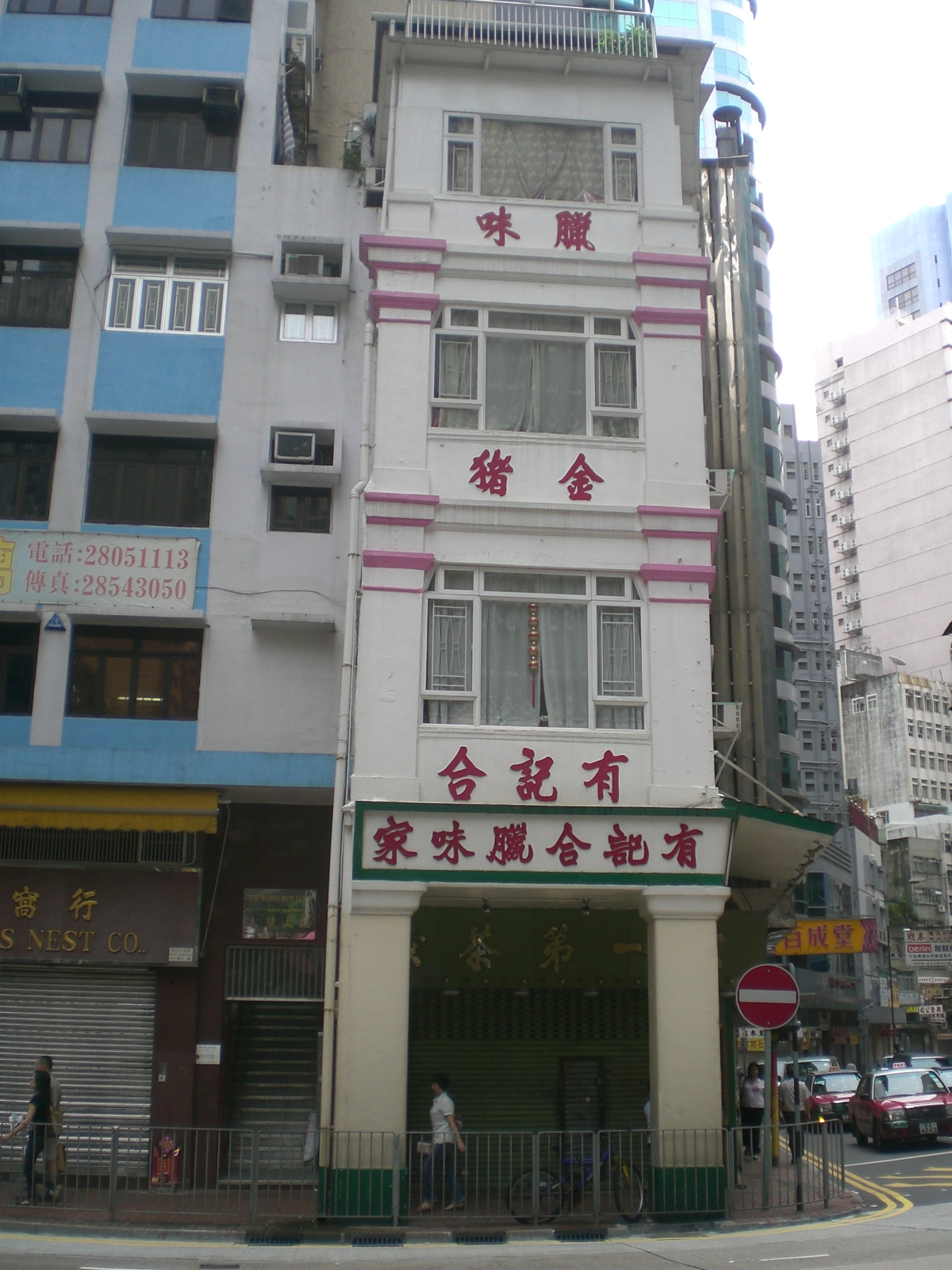
皇后大道西1號

22°17′10.8″N 114°08′55.5″E / 22.286333°N 114.148750°E
皇后大道西1號是香港上環的一座唐樓，位於皇后大道西1號，2010年1月22日被列為香港三級歷史建築。

## 歷史
皇后大道西1號位於皇后大道西與文咸東街交界，面向水坑口街，樓高四層，建於1926年或之前（大約99年樓齡） 。
原業主陳啟明開辦了有名的燒味店「有記合臘味店」，因此其中兩面外牆刻有「有記合」、「⾦豬」及「臘味」之紅字。
臘味店於1970年結業後，地舖曾岀租予涼茶舖及便利店，現時為時裝店，而1樓出租作畫廊。

## 建築特色
皇后大道西1號是香港僅存6幢的直角轉角唐樓之一，外貌因業主出資維修所以在眾轉角唐樓中保養較良好。

## 外部連結
- 小島討論區：有記合臘味店 （页面存档备份，存于）